# Валерии
Вале́рии (лат. Valerii) — древнеримский патрицианский род, сабинского происхождения, имя которого встречается уже в древнейших сказаниях об образовании Римского государства; представители его принимали участие во всех важнейших событиях римской истории, и он просуществовал вплоть до падения Римской империи.

## История
Родоначальником своим Валерии, по преданию, считали некоего Волеза, товарища Тита Тация, и, таким образом, современника ромуловской эпохи. Во времена республики род Валериев распался на несколько ветвей, отличавшихся друг от друга когноменами:
- Максимы;
- Волузы;
- Публиколы;
- Корвины;
- Левины;
- Флакки;
- Мессалы;
- Фальтоны.

Некоторые члены рода Валериев попали, вследствие захудалости отдельных ветвей рода, в отношения клиентов к различным патрициям и превратились в плебеев, как Валерии Таппоны и Валерии Триарии.

## Известные Валерии
- Публий Валерий Попликола — консул-суффект 509 года до н. э. (первый год Республики), консул в 508, 507 и 504 годах до н. э. По его предложению состоялся так называемый Lex Valeria de provocatione, то есть закон, по которому всякий гражданин в пределах города имел право апеллировать на решение консула перед народным собранием. В знак того, что отныне консулу не принадлежит более право верховного суда, Публий Валерий постановил, чтобы ликторы, предшествовавшие ему, в пределах города носили лишь пучки тростника (фасции), без секиры. Предание прибавляет, что тот же Публий Валерий, для отклонения от себя всяких подозрений в стремлении к тирании, велел срыть свой дом, напоминавший дворец по постройке, и приказывал ликторам преклонять пучки тростника перед верховной властью народа (лат. populus), коренных римских граждан;
- Марк Валерий Максим — диктатор в 494 году до н. э. Успел убедить народ, отказывавшийся от военной службы, в необходимости образования войска, которое было набрано и под его предводительством одержало победу. Когда плебеи удалились на Священную гору (в первый раз), вследствие отказа сената выполнить сделанные диктатором обещания, относившиеся к делам внутреннего управления, Марк Валерий с успехом принял на себя роль примирителя. В благодарность за это он получил прозвище Maximus («великий»);
- Публий Валерий Попликола — консул 460 года до н. э., побудил недовольный народ к отраженно нападения сабинян и горсти изгнанников на Капитолий, но сам пал под стенами его;
- Луций Валерий Попликола — консул 449 года до н. э. Во время второго удаления на Священную гору плебеев, не желавших переносить долее произвол децемвиров, проводил переговоры с недовольными. Вместе с М. Горацием Луций убедил плебеев вернуться в Рим. Вместе с тем же М. Горацием он содействовал изданию Leges Valeriae Horatiae, которыми восстановился закон о провокации, восстановился трибунат и решения комиций по трибам получали обязательную силу для патрициев. Удовлетворённых этими законами плебеев Луций повёл против эквов и вольсков, одержав победу;
- Марк Валерий Корв — шестикратный консул Римской республики (в 348, 346, 343, 335, 300 и 299 годах до н. э.), диктатор 301 года до н. э. По сказанию, объясняющему его прозвище Corvus («ворон»), победил в единоборстве богатырского галла при помощи ворона, садившегося к нему во время поединка на шлем. В 348 г. он, всего 23-х лет, был уже консулом; в 346 г. избран вторично на эту должность, в 343 г. — в третий раз. В этом году В. победил самнитов, а в 335 г., в четвёртое своё консульство, завоевал Калес в Кампании. В 301 г. Марк Валерий, избранный в диктаторы, разбил марсов и этрусков, а в следующем 300 г., будучи в пятый раз консулом, возобновил и утвердил оставленное Публием Валерием наследие (Lex Valeria de provocatione). В шестой раз Марк В. был консулом в 299 г., когда грозила вспыхнуть война с этрусками. После этого консульства он отказался от дальнейшей общественной деятельности;
- Марк Валерий Максим Мессала — консул в 263 году до н. э. Будучи консулом, одержал в 1–ю Пуническую войну решительную победу над соединёнными силами карфагенян и сиракузцев близ Мессалы, откуда он и получил прозвище Мессала (лат. Messalla). Затем он побудил царя Гиерона Сиракузского к заключению мира и даже союза с Римом. Битву при Мессале Марк Валерий велел изобразить в картине на стене Гостилиевой курии (первые фрески в Риме);
- Марк Валерий Леви́н — консул 210 года до н. э. Во 2–ю Пуническую войну он, будучи консулом, закончил начатое Марцеллом вторичное завоевание Сицилии;
- Луций Валерий Флакк — покровитель, потом друг и единомышленник Катона Старшего;
- Валерий Анциат — историк, живший во времена Суллы, написал летописи, которые в 75 книгах заключали историю Рима, от основания города до его времени; но исторические даты в труде В. до того перепутаны, а события настолько искажены, и большей частью единственно для преувеличенного прославления рода Валериев, что труд этот не мог не иметь самого дурного влияния на всю римскую историографию, так как и Ливий, и Дионисий сильно пользовались летописями В. Отрывки их изданы Петером в «Historicorum Romanorum fragmenta» (Лейпциг, 1883) и «Historicorum Romanorum reliquiae» (т. 1, Лейпциг, 1870);
- Луций Валерий Флакк — партизан Мария, ставший после его смерти консулом совместно с Цинной. Был вынужден вести войну в Азии: с одной стороны — с Митридатом, с другой — с Суллой. Предательски убит в 85 году до н. э. собственным легатом Флавием Фимбрией;
- Луций Валерий Флакк — сын предыдущего. В 63 году до н. э., будучи претором, поддерживал при обнаружении заговора Катилины Марка Туллия Цицерона, который в сохранившейся до наших дней речи, в свою очередь, защищал (62 г.) Луция В. от обвинения в лихоимстве при управлении римской провинцией Азия;
- Децим Валерий Азиатик — двукратный консул Римской империи (в 41 и 46 годах). Уроженец Галлии, в начале своей гражданской карьеры слыл любимцем императора Калигулы, благодаря дружбе с к–рым в 41 году добился консульства, но позднее, оскорблённый принцепсом, содействовал его убийству. Пользовался также расположением Клавдия, став, таким образом, консулом во второй раз (46 год). Будучи несметно богат (между прочим, он владел роскошными садами Лукулла), пал жертвой корыстолюбия Валерии Мессалины;
- Марк Валерий Мессала Барбат Аппиан (урожд. Аппий Клавдий Пульхр) — консул 12 года. В своё время был усыновлён Марком Валерием Мессалой, консулом–суффектом 32 года до н. э.;
- Марк Валерий Мессала Барбат — отец Валерии Мессалины;
- Марк Валерий Мессала Мессалин — ординарный консул в 20 году;
- Марк Валерий Мессала Корвин — знаменитый политик и оратор, консул–суффект 31 года до н. э.;
- Марк Валерий Мессала Нигер — консул 61 года до н. э., цензор в 55 году до н. э.;
- Марк Валерий Мессала Мессалин — ординарный консул 3 года до н. э.;
- Марк Валерий Мессала Корвин — консул в 58 году. Полный тёзка сподвижника императора Августа;
- Валерия Мессала — последняя жена Луция Корнелия Суллы;
- Валерий Мессала — консул 85 года;
- Валерия Мессалина (12—48) — третья супруга императора Клавдия;
- Марк Валерий Мессала Руф — консул 53 года до н. э.;
- Марк Валерий Мессала — консул-суффект 32 года до н. э.;
- Потит Валерий Мессала — консул-суффект 29 года до н. э.;
- Марк Валерий Мессала — участник Союзнической войны 91—88 годов до н. э.;
- Гай Валерий, сын Гая, Респект Теренциан (I—II вв. до н. э[1].), децемвир по гражданским судебным делам[англ.] (лат. decemvir stlitibus iudicandis) в промежутке между 1 и 130 годами[2];
- Валерий Мессала — префект претория при Феодосии I и Гонории (до 403 г.), другом Симмаха–младшего и одним из последних представителей язычества среди римской аристократии.